# Ryback
Ryback Allen Reeves (sinh ngày 10 tháng 11 năm 1981) là một đô vật chuyên nghiệp người Mỹ đã nghỉ hưu. Anh nổi tiếng khi đấu ở WWE dưới tên là Ryback. Anh từng được một lần vô địch Liên lục địa (WWE).

## Tiểu sử
Ryback Allen Reeves sinh tại Las Vegas vào ngày 10 tháng 11 năm 1981. Anh bắt đầu xem đấu vật chuyên nghiệp từ năm 8 tuổi và là khách mời rung chuông tại sự kiện trực tiếp của Liên đoàn đấu vật thế giới (WWF, sau này là WWE) ở tuổi 13. Với mong muốn trở thành một đô vật chuyên nghiệp, Reeves bắt đầu nâng tạ năm 12 tuổi và được đặt biệt danh là "Silverback" khi còn là một thiếu niên sau khi một người bạn nói đùa rằng anh ấy giống một con khỉ đột, sau đó lấy một phần của nó làm tên của mình. Anh ấy rất xuất sắc trong môn bóng chày và bóng đá khi theo học trường trung học Western và trường trung học Palo Verde. Anh ấy cũng chơi bóng chày trong năm thứ nhất tại Cao đẳng Cộng đồng Nam Nevada, nhưng bị gãy chân và bỏ lỡ hai mùa giải. Anh theo học tại Đại học Nevada, Las Vegas, tham gia chương trình quản lý thể dục của trường.

## Sự nghiệp đấu vật chuyên nghiệp

### World Wrestling Federation/Entertainment/WWE (2004–2016)

#### Tough Enough (2004–2005)
Reeves đã gửi một đoạn băng video ngắn dài một phút để trở thành thí sinh trong loạt phim truyền hình thực tế của WWE, $1.000.000 Tough Enough, và được mời đến Venice Beach cùng với 49 người khác. Trong tuần đầu tiên tập luyện, Reeves bị viêm phế quản và chấn thương xương sườn. Cuối cùng anh ấy đã trở thành một trong tám người lọt vào vòng chung kết xuất hiện trên SmackDown! và là người cuối cùng bị loại bởi bỏ phiếu. Mặc dù anh ấy không giành chiến thắng trong cuộc thi, Reeves đã gây ấn tượng với các quan chức WWE đủ để họ ký hợp đồng phát triển với anh ấy. Anh ấy đã dành thời gian chữa lành vết thương ở Las Vegas trước khi đến Atlanta, Georgia vào tháng 3 năm 2005.

#### Phát triển khu vực riêng (2006–2010)
Sau khi tập luyện ở Deep South Wrestling (DSW) trong phần lớn thời gian của năm 2005 và đầu năm 2006, Reeves được chuyển đến Ohio Valley Wrestling (OVW) vào đầu tháng Ba. Vào tháng 7 năm 2006, Reeves bị đình chỉ trong 30 ngày do không vượt qua cuộc kiểm tra ma túy trong Chương trình Sức khỏe của WWE. Theo Reeves, anh ấy đã uống một số loại thực phẩm bổ sung thể hình không kê đơn, một trong số đó đã gây ra kết quả tích cực. Các chất bổ sung mà anh ấy đang sử dụng sau đó đã bị loại khỏi thị trường do tác dụng này và mặc dù án treo giò của anh ấy vẫn được giữ nguyên, Reeves cuối cùng đã trở lại danh sách sau khi vượt qua bài kiểm tra thứ hai. Trường hợp của anh ấy sau đó đã được giới thiệu trên bộ phim tài liệu CNN Death Grip: Inside Pro Wrestling.
Sau hơn một năm vắng bóng, Reeves trở lại OVW với nghệ danh Ryback và giành đai vô địch hạng nặng OVW  vào ngày 15 tháng 10 năm 2008, trước khi cũng thua trận tranh đai đó trong cùng một tháng.
Ngay sau khi mất danh hiệu, Reeves sau đó đã tái ký hợp đồng phát triển với WWE. Từ cuối năm 2008 đến đầu năm 2010, Reeves đấu vật ở Florida Championship Wrestling (FCW) dưới nghệ danh Ryback và sau đó là Skip Sheffield.

#### The Nexus (2010−2011)
Vào ngày 16 tháng 2 năm 2010, Sheffield được công bố là một trong tám thí sinh FCW tham gia mùa đầu tiên của chương trình NXT mới của WWE, nơi anh đứng thứ sáu.
Vào tập ngày 7 tháng 6 của WWE Raw, Sheffield và bảy người tham gia NXT khác đã can thiệp vào trận đấu chính giữa John Cena và CM Punk, tấn công cả hai đô vật cũng như đội thông báo trước khi tháo dỡ khu vực võ đài và các thiết bị xung quanh. Nhóm có tên The Nexus sẽ tiếp tục mối thù với Cena trong những tuần tiếp theo. Điều này dẫn đến một trận đấu loại trực tiếp bảy đấu bảy tại SummerSlam 2010, nơi The Nexus thua Đội WWE do Cena dẫn đầu. Vào tháng 8, Reeves bị gãy mắt cá chân trong một trận đấu khiến anh phải trải qua ba cuộc phẫu thuật và khiến anh không thể đấu vật trong hơn một năm cho đến tháng 12 năm 2011.

#### Theo đuổi đai vô địch WWE (2012–2013)

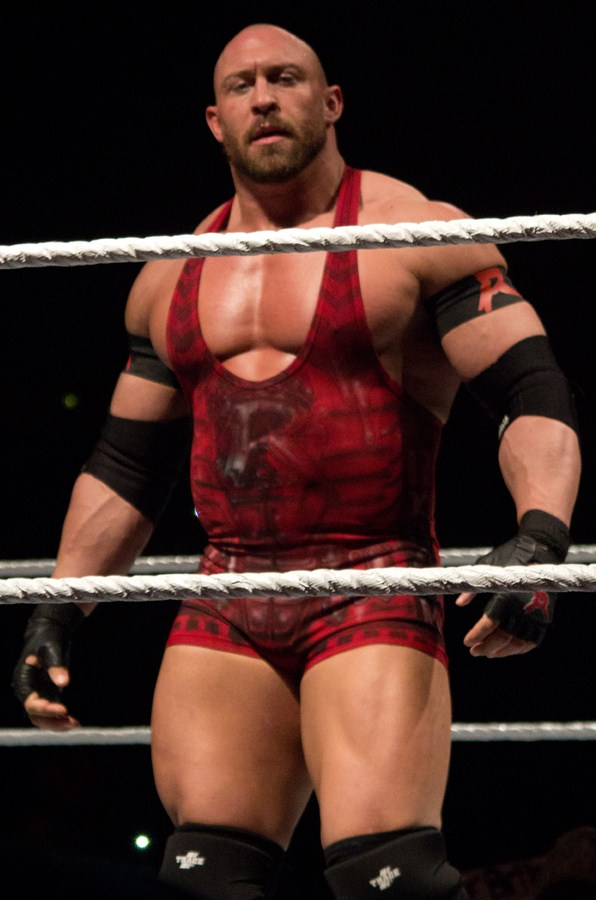
Ryback tháng 1 năm 2013

Reeves trở lại truyền hình vào ngày 6 tháng 4 năm 2012, tập WWE SmackDown, với nghệ danh Ryback như một đô vật được người hâm mộ yêu thích. Chuỗi 38 trận thắng của Ryback kết thúc trong trận tranh đai WWE Championship với CM Punk tại Hell in a Cell vào tháng 10 năm 2012, nơi anh thua sau một pha đếm pin gây tranh cãi của trọng tài Brad Maddox. Anh ấy đã không giành được danh hiệu này hai lần nữa trước CM Punk, lần đầu tiên tại Survivor Series, và sau đó vào ngày 7 tháng 1 năm 2013 của Raw, cả hai lần đều bị The Shield (Dean Ambrose, Roman Reigns và Seth Rollins) can thiệp và tấn công.
Vào ngày 27 tháng 1 tại Royal Rumble, Ryback tham gia trận đấu Royal Rumble với tư cách là người thứ 30 và là người cuối cùng, đồng thời loại 5 siêu sao trước khi trở thành người cuối cùng bị loại bởi John Cena. Ryback sau đó sẽ tiếp tục mối thù với The Shield trong Raw ngày 4 tháng 2, khi anh hợp tác với John Cena và Sheamus để tấn công chuồng ngựa. Mối thù này lên đến đỉnh điểm trong một trận đấu đồng đội sáu người vào ngày 17 tháng 2 tại Elimination Chamber, nơi The Shield giành chiến thắng khi Seth Rollins pin Ryback để giành chiến thắng. Đêm hôm sau trong Raw, Ryback và Sheamus hợp tác với Chris Jericho để đối mặt với The Shield trong một trận tái đấu, nhưng lại bị đánh bại. Ryback sau đó bắt đầu mối thù với Mark Henry sau một số cuộc đối đầu bằng cử chỉ dẫn đến việc họ tấn công Drew McIntyre bằng những đòn kết liễu nhằm cố gắng hạ gục nhau. Vào tập ngày 15 tháng 3 của SmackDown, Ryback đã đánh bại Mark Henry bằng việc truất quyền thi đấu của Mark Henry sau sự can thiệp của The Shield. Sau đó, Henry ba lần liên tiếp thực hiện đòn World's Strongest Man Slam với Ryback. Ryback và Henry đã thi đấu trong Bench Press Challenge tại SmackDown ngày 29 tháng 3, nơi Ryback hòa Henry ở 53 lần lặp lại sau khi Henry khiến anh ấy nghẹt thở với mức tạ. Vào ngày 7 tháng 4 tại WrestleMania 29, Ryback bị Henry đánh bại trong một trận đấu đơn.
Đêm hôm sau trong Raw, Ryback đã cứu được Nhà vô địch WWE John Cena khỏi đòn tấn công của Mark Henry trước khi Mark Henry tấn công cả Cena, đóng vai phản diện lần đầu tiên kể từ năm 2010. Tuần sau trong Raw, Ryback giải thích cuộc tấn công của anh ta đối với Cena là bước ra khỏi cái bóng của anh ta và trả thù cho việc Cena không chống lưng cho The Shield; trước khi Ryback trả thù vào tối hôm đó, bằng cách cho phép The Shiekd tấn công Cena. Sau khi trở thành ứng cử viên số một cho đai vô địch WWE, nhưng Ryback tiếp tục mối thù với Cena bằng cách tấn công anh ta nhiều lần trong khi cũng đối đầu với The Shield. Ryback đã nhận được cơ hội giành danh hiệu của mình trong trận đấu Last Man Standing vào ngày 19 tháng 5 tại Extreme Rules. Trận đấu kết thúc không phân thắng bại sau khi Ryback húc Cena và chính anh ta vào phông nền điện ở đầu đoạn đường nối. Đêm hôm sau trong Raw, Ryback bước vào đấu trường trên một chiếc xe cứu thương và thách đấu Cena trong một trận đấu trên xe cứu thương để tranh đai vô địch WWE ở sự kiện Payback đầu tiên. Tuần sau vào ngày 27 tháng 5 của Raw, Cena chấp nhận lời thách đấu của Ryback, nhưng thông báo rằng trận đấu của họ thay vào đó sẽ là trận đấu theo thể thức 3 Stages of Hell; trận đầu tiên theo thể thức Lumberjack (hai đô vật thi đấu trên sàn đấu và các đô vật khác đứng xung quanh bảo đảm không ai trong số hai đô vật có thể trốn khỏi sàn đấu, trận đấu chỉ kết thúc khi phân thắng bại), trận đấu thứ hai sử dụng bàn và trận đấu thứ ba theo thể thức Ambulance Match (đấu trên xe cứu thương). Vào ngày 16 tháng 6 tại Payback, Ryback đã thắng trong trận đấu Lumberjack nhưng để thua cả trận Table  và trận Ambulance cũng như mục tiêu giành đai vô địch WWE, qua đó chấm dứt mối thù.